# Ҫ
La Ҫ, minuscolo ҫ, è una lettera dell'alfabeto cirillico e viene usata nella versione cirillica modificata per la lingua baschira e ciuvascia. È una С con una cediglia, uguale alla lettera latina ç. Rappresenta la consonante fricativa dentale sorda /θ/.